# Manfred Blechschmidt
Manfred Blechschmidt (* 17. September 1923 in Bermsgrün; † 1. Dezember 2015 in Schwarzenberg) war ein deutscher Heimat- und Mundartschriftsteller. Er lebte in Aue und Schwarzenberg und wurde durch zahlreiche Publikationen in erzgebirgischer Mundart sowie Sachbücher über das Erzgebirge bekannt.

## Leben
Der Sohn eines Technikers war nach seiner Schulzeit zunächst als Waldarbeiter tätig. 1941 wurde er zur Wehrmacht eingezogen und als Soldat im Zweiten Weltkrieg eingesetzt. Er gelangte im April 1945 in US-amerikanische Kriegsgefangenschaft. Nach seiner Entlassung wurde er von sowjetischen Soldaten aufgegriffen und inhaftiert, sodass er erst im November 1946 in die Heimat zurückkehren konnte. Als Forstanwärter im vogtländischen Unterlauterbach lernte Blechschmidt Ende der 1940er seine Frau Ingeborg Delling (1930–2019) kennen, die er 1949 heiratete. Ab 1950 studierte er an der Forstakademie Tharandt und arbeitete nach seinem Studium als Revierförster und Forsteinrichter in Bockau. Ab 1954 war er Direktor der Volkshochschule Aue und Fachlehrer für Biologie. Er absolvierte von 1960 bis 1963 ein Pädagogikstudium am Institut für Lehrerbildung in Auerbach und anschließend bis 1966 an der Pädagogischen Hochschule in Erfurt.
Blechschmidt engagierte sich in der DDR im Kulturbund, in dem er unter anderem als Redaktionsleiter der Zeitschrift Glückauf – Heimat- und Kulturblätter des Kreises Aue/Sa. tätig war. Er war zudem Außenlektor des VEB Friedrich-Hofmeister-Verlags Leipzig für erzgebirgische und vogtländische Mundartdichtung. Für seine Verdienste um die Kulturarbeit wurde ihm am 7. Oktober 1959 die Verdienstmedaille der DDR verliehen. Blechschmidt bemühte sich agitatorisch um einen neuen sozialistischen Heimatbegriff, um „zeitgemäße Mundartdichtungen und -lieder“ und um den Aufbau einer „gerechteren Gesellschaft“. So publizierte er 1959 die These, dass der Begriff „Heimat“ von der herrschenden Klasse im Kapitalismus missbraucht wird, um die Volksmassen zu verführen. Mit der Argumentation, dass ein Arbeiter sich unter kapitalistischen Verhältnissen weder daheim noch geborgen noch wohl fühlen könne, kam er zu dem Schluss, dass Heimat nur da sein könne, „wo wir in Frieden arbeiten und den Sozialismus aufbauen können“ und die Freiheit des Menschen gewährleistet sei. Kritisch äußerte er sich 1976 zu den wenigen erschienenen erzgebirgischen Liedpostkarten der letzten Jahrzehnte. Sie konnten aber die guten Traditionen nicht fortsetzen oder auf eine höhere, unseren sozialistischen Verhältnissen entsprechende Stufe anheben.
Manfred Blechschmidt war Mitglied der SED und gehörte dem Bezirkslektorat für schreibende Arbeiter im Bezirk Karl-Marx-Stadt an.
Für seine „bahnbrechenden Leistungen auf dem Gebiete der erzgebirgischen Mundartdichtung“, insbesondere in dem Buch Viel Troppen machen e Wasser, in dem er die Mundartdichtung nutzt, um gegen Aberglaube, Spießbürgertum und Rückständigkeit anzukämpfen, erhielt er am 19. November 1960 den Kunstpreis des Bezirks Karl-Marx-Stadt. In einer zugehörigen Würdigung wurde betont, dass Blechschmidt „immer wieder gegen Heimattümelei und für eine neue, sozialistische Heimatliebe ein[tritt]“. Im selben Jahr veröffentlichte er gemeinsam mit Friedrich Barthel die Anthologie Stimmen der Heimat, in der erstmals umfassend Mundartdichtungen erzgebirgischer und vogtländischer Mundart zusammengefasst und die Mundartautoren vorgestellt wurden. 1982 publizierte er in den Sächsischen Heimatblättern einen grundlegenden Beitrag über Die marxistisch-leninistische Auffassung zum Heimatbegriff und seine Anwendung in der Folklorepflege.
Von seiner Gründung im Oktober 1963 bis zum Eintritt in den Ruhestand 1989 leitete Blechschmidt – zunächst einige Jahre ehrenamtlich – das Erzgebirgsensemble Aue, das sich damals der Pflege von „fortschrittlichen Traditionen des erzgebirgischen Brauchtums“ verschrieben hatte. „So sehen wir unsere Arbeit“, schrieb 1969 Manfred Blechschmidt, „in der aktiven Stellungnahme zur Wirklichkeit und Gegenwart. 25-mal gastierte das Erzgebirgs-Ensemble oder Gruppen davon bei den Streitkräften, die zum Schutze der sozialistischen Errungenschaften an unseren Grenzen standen. Wir erfüllten diesen Auftrag gern, weil wir diesen Genossen etwas zu sagen hatten und auch verstanden wurden.“ Er hatte maßgeblichen Einfluss auf das Entstehen von Kulturveranstaltungen wie dem Fest des Lichtes und des Tanzes in Aue und dem Fest des Liedes und der Freude (ein 1963 erstmals ausgetragener Vorläufer des Lichtlfests) in Schneeberg. Zudem war er 1983 im Rahmen der Kulturbundarbeit Gründungsmitglied der Ortsgruppe Aue der Goethe-Gesellschaft.
Am 14. Juni 1968 wurden Blechschmidt der Staatspreis für künstlerisches Volksschaffen 1. Klasse und 1973 die Johannes-R.-Becher-Medaille in Gold verliehen. Weitere Ehrungen waren 1981 der Kulturpreis „Kurt Barthel“ des Bezirkes Karl-Marx-Stadt (gemeinsam mit Klaus Walther), 1984 die Kurt-Barthel-Medaille durch das Ministerium für Kultur sowie der 1988 verliehene Vaterländische Verdienstorden in Bronze. Zudem war er seit 1980 Ehrenvorsitzender der Kreisleitung Aue des Kulturbundes.
Seit 1984 wirkte Blechschmidt als freischaffender Schriftsteller. Er war seit 1960 Mitglied des Schriftstellerverbands der DDR und gehörte nach der Wende dem Verband deutscher Schriftsteller in Sachsen an. Im Laufe seines Schaffens entstanden über 60 Bücher, davon etwa ein Drittel in erzgebirgischer Mundart. Er publizierte mehrere heimatkundliche Bücher über das Erzgebirge und Vogtland wie das Bergland-Mosaik, Das große Buch vom Vogtland und Silbernes Erzgebirge, die in zahlreichen Auflagen erschienen. Daneben entstanden drei Theaterstücke für Laienspieler, 27 regionalgeschichtliche Broschüren, 57 neue Mundartlieder und mehr als 1000 meist heimatkundliche Beiträge in Kulturzeitschriften, Wochen- und Tageszeitungen (z. B. ein wöchentlicher Beitrag in der Wochenendbeilage der Chemnitzer Tageszeitung Freien Presse). Viele seiner Artikel verwendete er dabei mehrfach. Seit 1990 war er zudem einer der Herausgeber des Heimat- und Hauskalenders aus dem Erzgebirge und Vogtland.
In einer Besprechung des 1991 erschienenen Erzgebirgs-Lexikon kritisierte der Historiker Helmut Bräuer zahlreiche Unausgewogenheiten, sachliche Fehler und Widersprüche innerhalb der Darstellungen Blechschmidts. Die Kritik summierte er mit den Worten: „auch ein Tourist hat ein Recht darauf, exakt informiert zu werden.“
Anlässlich seines 90. Geburtstages und des Jubiläums 50 Jahre Erzgebirgsensemble Aue ist Blechschmidt im Dezember 2013 mit dem Schwarzenberger Edelweiß der Stadt Schwarzenberg und im Januar 2014 mit der Brückenehrennadel der Stadt Aue geehrt worden.
Blechschmidt lebte bis 1991 in Aue und zog dann nach Erla. Nachdem er sein letztes Lebensjahr im Pflegeheim Albert-Schweitzer-Haus in Schwarzenberg verbracht hatte, starb er Anfang Dezember 2015 im Alter von 92 Jahren. Seinen heimatkundlichen Nachlass hatte Blechschmidt kurz zuvor dem Heimat- und Schulverein Erla-Crandorf übergeben. Seit November 2019 ist im Herrenhof des Eisenwerks Erla die Manfred-Blechschmidt-Stube eingerichtet, in der sein Wirken gewürdigt und Teile seines Nachlasses präsentiert werden.
Eine im Februar 2012 als „Lebensbeichte“ angekündigte Autobiografie ist bislang nicht erschienen.

## Werke (Auswahl)
- Holzerzeugung außerhalb des Waldes.
- Die Astung.
- Stimmen der Heimat. Dichtungen in erzgebirgischer und vogtländischer Mundart von den Anfängen bis zur Gegenwart. 1. A. 1960, 2. A. 1965 (Zusammen mit Friedrich Barthel), VEB Friedrich Hofmeister Leipzig
- Viel Troppen machen e Wasser – Dorfgeschichten in erzgebirgischer Mundart. 1960
- Ne Filbis-Dav sei Laabnswaag. 1. E armes Luder derf net traame. VEB Friedrich Hofmeister Musikverlag, Leipzig, 1968
- Bergland-Mosaik. Ein Buch vom Erzgebirge (gemeinsam mit Klaus Walther), Greifenverlag zu Rudolstadt; 1. Auflage 1969
- Dr Vugelbeerbaam – Alte und neue Lieder in erzgebirgischer Mundart. VEB Friedrich Hofmeister Musikverlag, Leipzig, 1970
- Ne Filbis-Dav sei Laabnswaag. 2. Dr. Äppelbaam, daar blüht zer Lust. VEB Friedrich Hofmeister Musikverlag, Leipzig 1970
- Behüt eich fei dos Licht – Ein Weihnachtsbuch des Erzgebirges. VEB Friedrich Hofmeister Musikverlag, Leipzig 1973
- Die silberne Rose. Europäische Bergmannssagen. Greifenverlag, Rudolstadt 1974
- Fichtelberggebiet. (Zusammen mit Klaus Walther und Christoph Georgi), VEB F. A. Brockhaus Verlag, Leipzig 1975
- Ben Wasserhaus de Habutt blüht – Gedichte, Lieder und Geschichten in erzgebirgischer Mundart. VEB Friedrich Hofmeister Musikverlag, Leipzig, 1977
- Böhmische Spaziergänge. Reisen zwischen Cheb und Ústí nad Labem., VEB F. A. Brockhaus Verlag, Leipzig 1978
- Vogtland Bilder. Miniaturen einer Landschaft. (Zusammen mit Klaus Walther), Greifenverlag zu Rudolstadt, 1979
- Polezeier Bummermann: Geschichten in erzgebirgischer Mundart. (Zusammen mit Hans Meu). VEB Friedrich Hofmeister Musikverlag, Leipzig, Leipzig 1981
- Auersberggebiet. (Zusammen mit Klaus Walther und Christoph Georgi), VEB F. A. Brockhaus Verlag, 1983
- Vom Blaufarbenwerk Niederpfannenstiel zum volkseigenen Betrieb Nickelhütte Aue. (Zusammen mit Klaus Walther), VEB Nickelhütte Aue (Hrsg.), 1985
- Anton Günther – aus seinem Leben und Werk. Glück auf: Beiträge zur Pflege der erzgebirgischen und vogtländischen Folklore Band 31/32, Schneeberg, 1988
- Vom Eisenhammer im Tal zum volkseigenen Betrieb Halbzeugwerk Auerhammer. (Zusammen mit Klaus Walther), VEB Halbzeugwerk Auerhammer (Hrsg.), 1988
- Erz-Gebirgs-Lexikon (gemeinsam mit Klaus Walther), Chemnitz 1991
- Vogelbeerzeit. 1994
- Der hundertjährige Kalender für das Erzgebirge und Vogtland. 1995
- Engel und Bergmann. Weihnachten im Erzgebirge. Verlag Husum, 1995
- Das Erzgebirgsjahr. Altis-Verlag, 1996
- Gescheitheiten, die mer esu vun de Leit härt. Sprichwörter und Redensarten in erzgebirgischer Mundart. Sachsenbuch Verlagsgesellschaft, 1996
- Silbernes Erzgebirge. (Zusammen mit Klaus Walther und Christoph Georgi), Chemnitzer Verlag, 1998, ISBN 3-928678-41-8
- Das erzgebirgische Kräuterbuch. Altis-Verlag, 1998
- Das große Buch vom Vogtland. Reisen zwischen Elster und Saale. (Zusammen mit Klaus Walther), Chemnitzer Verlag, 1999
- Schwammezeit. Eine Auswahl der schönsten Geschichten in erzgebirgischer Mundart. (Zusammen mit Linde Detlefsen), Chemnitzer Verlag, 2001
- Die 156 Strophen des altberühmten erzgebirgischen Heiligobndliedes. Altis-Verlag 2001
- Mein Weihnachtsbuch. Altis-Verlag, 2002
- Of dr Ufenbank: Ein Erzgebirgs-Almanach. (Zusammen mit Uwe Tippner und Günther Lutz); Verlagsgesellschaft BERGstraße mbH, Aue 2006
- Heimat- und Hauskalender. Aus dem Erzgebirge und dem Vogtland. (Zusammen mit Christoph Georgi); Verlag Bild und Heimat. (2009, 2010, 2011)
- Bei uns zu Hause. Chemnitzer Verlag, 2010 ISBN 978-3-937025-58-2
- Weihnachtliches Brauchtum im Erzgebirge, Altis-Verlag, Friedrichsthal 2010, ISBN 978-3-910195-60-8